# Baroh Blang Rimueng
Baroh Blang Rimueng is een bestuurslaag in het regentschap Aceh Utara van de provincie Atjeh, Indonesië. Baroh Blang Rimueng telt 405 inwoners (volkstelling 2010).